# Tiết lộ giám sát toàn cầu (1970–2013)

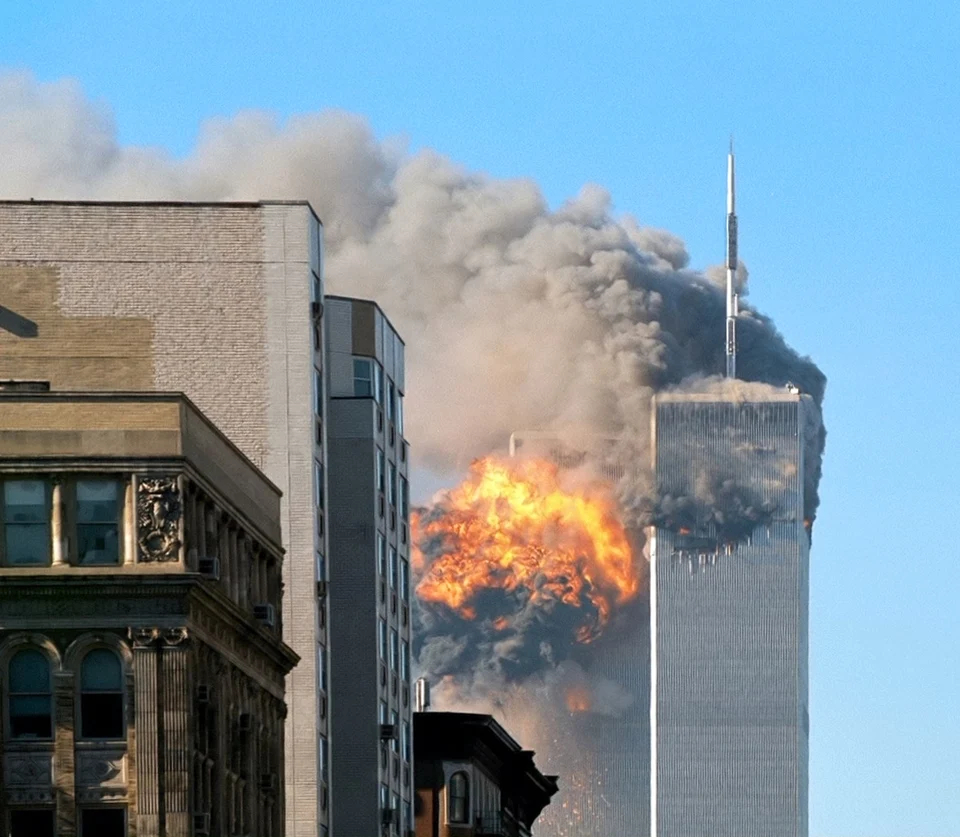
Cuộc tấn công ngày 11 tháng 9 vào Trung tâm Thương mại Thế giới đã dẫn đến những cải cách lớn của trong cơ quan tình báo Hoa Kỳ, và mở đường cho việc thành lập chức vụ Giám đốc Tình báo Quốc gia.

Giám sát toàn cầu đề cập đến việc toàn cầu hóa hoạt động giám sát hàng loạt đối với toàn bộ dân cư liên quốc gia. Sự tồn tại của nó lần đầu tiên được tiết lộ vào những năm 1970 đã khiến các nhà lập pháp cố gắng hạn chế hoạt động gián điệp trong nước của Cơ quan An ninh Quốc gia (NSA). Tuy nhiên, nó đã không nhận được sự chú ý lâu dài của công chúng cho đến khi sự tồn tại của ECHELON được tiết lộ vào những năm 1980 và được xác nhận trong những năm 1990. Vào năm 2013, nó đã thu hút được sự chú ý đáng kể của giới truyền thông trên toàn thế giới do vụ tiết lộ giám sát toàn cầu của Edward Snowden.

## Lịch sử

### Thập niên 1970
Năm 1972, nhà phân tích Perry Fellwock của NSA (dưới bút danh "Winslow Peck") đã giới thiệu với độc giả của tạp chí Ramparts về NSA và Hiệp định UKUSA. Năm 1976, một bài báo trên tạp chí Time Out đã tiết lộ sự tồn tại của GCHQ.

### Thập niên 1980–1990
Năm 1982, cuốn sách của James Bamford về NSA, The Puzzle Palace, được xuất bản lần đầu tiên. Cuốn sách thứ hai của Bamford, Body of Secrets: Anatomy of the Ultra-Secret National Security Agency, được xuất bản hai thập kỷ sau đó.
Năm 1988, Margaret Newsham, một nhân viên của Lockheed, tiết lộ mạng lưới ECHELON. Newsham nói với một thành viên của Quốc hội Hoa Kỳ rằng các cuộc điện thoại của Strom Thurmond, một thượng nghị sĩ Hoa Kỳ thuộc đảng Cộng hòa, đã bị NSA thu thập. Các nhà điều tra của Quốc hội xác định rằng "việc nhắm mục tiêu vào các nhân vật chính trị của Hoa Kỳ sẽ không xảy ra một cách tình cờ. Mà nó đã được thiết kế theo hệ thống ngay từ đầu."
Vào cuối những năm 1990, ECHELON được cho là có khả năng giám sát tới 90% lưu lượng truy cập internet. Tuy nhiên, theo BBC, vào tháng 5 năm 2001, "Chính phủ Hoa Kỳ vẫn không thừa nhận rằng ECHELON có tồn tại."

### Thập niên 2010
Sau Sự kiện 11 tháng 9, William Binney, cùng với các đồng nghiệp J. Kirke Wiebe và Edward Loomis và hợp tác với nhân viên Hạ viện Diane Roark, đã yêu cầu Bộ Quốc phòng Hoa Kỳ điều tra NSA vì cáo buộc lãng phí "hàng triệu triệu đô la" vào Trailblazer, một hệ thống phân tích dữ liệu được truyền trên các mạng truyền thông như Internet. Binney cũng công khai chỉ trích NSA vì đã theo dõi công dân Hoa Kỳ sau vụ tấn công ngày 11 tháng 9 năm 2001. Binney tuyên bố rằng NSA đã thất bại trong việc phát hiện ra âm mưu 11/9, mặc dù nó đã chặn được một lượng lớn dữ liệu.
Năm 2001, sau Sự kiện 11 tháng 9, MI5 bắt đầu thu thập hàng loạt dữ liệu liên lạc qua điện thoại ở Vương quốc Anh (tức là các số điện thoại nào gọi cho nhau và vào khi nào) và ủy quyền cho Bộ trưởng Bộ Nội vụ sử dụng Đạo luật Viễn thông 1984 thay vì Đạo luật Quyền hạn Điều tra năm 2000, mà điều này sẽ mang lại sự giám sát và quy định độc lập. Điều này được giữ bí mật cho đến khi được Bộ trưởng Nội vụ công bố vào năm 2015.
Ngày 16 tháng 12 năm 2005, The New York Times đã đăng một báo cáo với tiêu đề "Bush Lets U.S. Spy on Callers Without Courts" (tạm dịch: Bush cho phép Hoa Kỳ theo dõi Người gọi mà không cần thông qua Tòa án), được đồng viết bởi Eric Lichtblau và nhà báo từng đoạt giải Pulitzer, James Risen. Theo The Times, ngày xuất bản của bài báo đã bị trì hoãn một năm (quá chu kỳ bầu cử tổng thống tiếp theo) vì những lo ngại về an ninh quốc gia. Russ Tice sau đó được tiết lộ là một nguồn công bố chính.

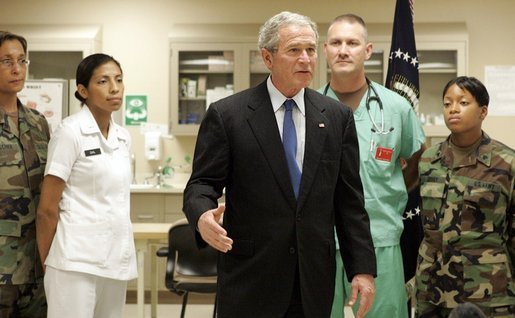
Ngày 1 tháng 1 năm 2006, Tổng thống Bush nhấn mạnh rằng "Đây là một chương trình hạn chế được thiết kế để ngăn chặn các cuộc tấn công vào Hoa Kỳ. Và tôi nhắc lại, có hạn chế."

Năm 2006, USA Today cung cấp thêm thông tin chi tiết về hoạt động giám sát nội địa của NSA đối với công dân Hoa Kỳ. Tờ báo đã đưa ra một báo cáo vào ngày 11 tháng 5 năm 2006 nêu chi tiết "cơ sở dữ liệu khổng lồ" của NSA về các bản ghi điện thoại được thu thập từ "hàng chục triệu" công dân Hoa Kỳ. Theo USA Today,những bản ghi điện thoại này được cung cấp bởi một số công ty viễn thông như AT&T, Verizon và BellSouth. Kỹ thuật viên của Mark Klein của AT&T sau đó được tiết lộ là nguồn công bố chính, cụ thể là các phòng tại các trung tâm điều khiển mạng trên đường trục Internet đã chặn và ghi lại tất cả lưu lượng truy cập đi qua. Năm 2008, nhà phân tích chứng khoán Babak Pasdar tiết lộ sự tồn tại của cái gọi là "Quantico circuit" mà ông và nhóm của mình đã thiết lập vào năm 2003. Thứ này đã cung cấp cho chính phủ liên bang Hoa Kỳ một cửa hậu vào mạng của một nhà cung cấp dịch vụ không dây giấu tên, sau này được xác định độc lập là Verizon.
Năm 2007, cựu CEO của Qwest Joseph Nacchio đã cáo buộc trước tòa và cung cấp tài liệu hỗ trợ rằng vào tháng 2 năm 2001 (gần 7 tháng trước sự kiện 11 tháng 9), trong một cuộc họp, NSA đã đề xuất tiến hành theo dõi điện thoại bao trùm. Anh ta coi hoạt động gián điệp là bất hợp pháp và từ chối hợp tác, đồng thời tuyên bố rằng công ty đã bị trừng phạt khi bị từ chối các hợp đồng béo bở.

### Những năm 2011–2013
Năm 2011, WikiLeaks công bố chi tiết về ngành công nghiệp giám sát hàng loạt. Theo Julian Assange, "Chúng ta đang ở trong một thế giới mà về mặt lý thuyết không chỉ có thể ghi lại gần như tất cả lưu lượng viễn thông ra khỏi một quốc gia, tất cả các cuộc gọi điện thoại, mà còn có một ngành công nghiệp quốc tế bán thiết bị để làm việc đó."